# A Ferencvárosi TC 1931–1932-es szezonja
A Ferencvárosi TC 1931–1932-es szezonja szócikk a Ferencvárosi TC első számú férfi labdarúgócsapatának egy szezonjáról szól, mely összességében és sorozatban is a 29. idénye volt a csapatnak a magyar első osztályban. A klub fennállásának ekkor volt a 33. évfordulója.

## Mérkőzések
| Színmagyarázat | Színmagyarázat |
| -------------- | -------------- |
|                | Győzelem.      |
|                | Döntetlen.     |
|                | Vereség.       |

### Közép-európai kupa1932
1. forduló
| 1932. június 29. |

| Juventus                                  | 4 – 0               | Ferencváros |
| ----------------------------------------- | ------------------- | ----------- |
| Orsi 14' Cesarini 44' 56' Sernagiotto 59' | (2 – 0) Jegyzőkönyv |             |

| Torino Nézőszám: 12 000 |

| 1932. július 3. |

| Ferencváros                                           | 3 – 3               | Juventus                  |
| ----------------------------------------------------- | ------------------- | ------------------------- |
| Sárosi I 15' (11-esből) 18' (11-esből) 84' (11-esből) | (2 – 2) Jegyzőkönyv | Orsi 25' Cesarini 30' 65' |

| Üllői út, Budapest Nézőszám: 8 000 |

### PLASZ I. osztály 1931–32

#### Őszi fordulók
| 1. forduló 1931. szeptember 6. |

| Ferencváros                         | 7 – 2               | III. Kerületi TVE |
| ----------------------------------- | ------------------- | ----------------- |
| Takács II Szedlacsik Sárosi I Kohut | (3 – 1) Jegyzőkönyv |                   |

| Üllői út, Budapest |

| 2. forduló 1931. szeptember 13. |

| Budai 11 | 1 – 7               | Ferencváros                  |
| -------- | ------------------- | ---------------------------- |
|          | (1 – 3) Jegyzőkönyv | Turay Sárosi I ög' Takács II |

| Hungária körút, Budapest |

| 3. forduló 1931. szeptember 27. |

| Ferencváros                   | 6 – 1               | Bocskai FC |
| ----------------------------- | ------------------- | ---------- |
| Takács II Sárosi I Lyka Lázár | (3 – 0) Jegyzőkönyv |            |

| Hungária körút, Budapest |

| 4. forduló 1931. október 11. |

| Sabária SC | 1 – 3               | Ferencváros                |
| ---------- | ------------------- | -------------------------- |
|            | (1 – 0) Jegyzőkönyv | Szedlacsik Toldi Takács II |

| Szombathely |

| 5. forduló 1931. október 18. |

| Ferencváros     | 7 – 0               | Nemzeti FC |
| --------------- | ------------------- | ---------- |
| Takács II Toldi | (3 – 0) Jegyzőkönyv |            |

| Üllői út, Budapest |

| 6. forduló 1931. október 25. |

| Ferencváros     | 5 – 1               | Vasas |
| --------------- | ------------------- | ----- |
| Toldi Takács II | (2 – 1) Jegyzőkönyv |       |

| Üllői út, Budapest |

| 7. forduló 1931. november 1. |

| Ferencváros              | 4 – 2               | Hungária |
| ------------------------ | ------------------- | -------- |
| Takács II Turay Sárosi I | (1 – 0) Jegyzőkönyv |          |

| Üllői út, Budapest |

| 8. forduló 1931. november 15. |

| Ferencváros           | 4 – 0               | Attila FC |
| --------------------- | ------------------- | --------- |
| Takács II Kohut Turay | (0 – 0) Jegyzőkönyv |           |

| Üllői út, Budapest |

| 9. forduló 1931. november 22. |

| Ferencváros | 1 – 0               | Újpest |
| ----------- | ------------------- | ------ |
| Toldi       | (1 – 0) Jegyzőkönyv |        |

| Üllői út, Budapest |

| 10. forduló 1931. november 29. |

| Ferencváros          | 5 – 2               | Kispest |
| -------------------- | ------------------- | ------- |
| Takács II Szedlacsik | (3 – 1) Jegyzőkönyv |         |

| Üllői út, Budapest |

| 11. forduló 1931. december 3. |

| Ferencváros                       | 6 – 1               | Somogy FC |
| --------------------------------- | ------------------- | --------- |
| Takács II Szedlacsik Kohut Táncos | (2 – 0) Jegyzőkönyv |           |

| Üllői út, Budapest |

#### Tavaszi fordulók
| 12. forduló 1932. február 28. |

| Nemzeti FC | 1 – 5               | Ferencváros            |
| ---------- | ------------------- | ---------------------- |
|            | (0 – 3) Jegyzőkönyv | Toldi Turay Szedlacsik |

| Hungária körút, Budapest |

| 13. forduló 1932. március 6. |

| Attila FC | 0 – 3               | Ferencváros |
| --------- | ------------------- | ----------- |
|           | (0 – 1) Jegyzőkönyv | Toldi Turay |

| Miskolc |

| 14. forduló 1932. március 13. |

| Kispest | 0 – 2               | Ferencváros     |
| ------- | ------------------- | --------------- |
|         | (0 – 2) Jegyzőkönyv | Toldi Takács II |

| Üllői út, Budapest |

| 15. forduló 1932. március 27. |

| Hungária | 1 – 5               | Ferencváros           |
| -------- | ------------------- | --------------------- |
|          | (1 – 2) Jegyzőkönyv | Takács II Turay Kohut |

| Hungária körút, Budapest |

| 16. forduló 1932. április 3. |

| Vasas | 0 – 5               | Ferencváros       |
| ----- | ------------------- | ----------------- |
|       | (0 – 3) Jegyzőkönyv | Toldi Kohut Turay |

| Üllői út, Budapest |

| 17. forduló 1932. április 7. |

| Ferencváros                      | 5 – 1               | Sabária SC |
| -------------------------------- | ------------------- | ---------- |
| Toldi Kohut Szedlacsik Takács II | (2 – 0) Jegyzőkönyv |            |

| Üllői út, Budapest |

| 18. forduló 1932. április 10. |

| Újpest | 0 – 5               | Ferencváros            |
| ------ | ------------------- | ---------------------- |
|        | (0 – 2) Jegyzőkönyv | Toldi Táncos Takács II |

| Megyeri út, Újpest |

| 19. forduló 1932. április 17. |

| Bocskai FC | 1 – 4               | Ferencváros            |
| ---------- | ------------------- | ---------------------- |
|            | (1 – 3) Jegyzőkönyv | Takács II Kohut Táncos |

| Debrecen |

| 20. forduló 1932. május 1. |

| Somogy FC | 1 – 10              | Ferencváros           |
| --------- | ------------------- | --------------------- |
|           | (1 – 6) Jegyzőkönyv | Takács II Turay Toldi |

| Kaposvár |

| 21. forduló 1932. május 31. |

| III. Kerületi TVE | 1 – 3               | Ferencváros  |
| ----------------- | ------------------- | ------------ |
|                   | (0 – 2) Jegyzőkönyv | Toldi Táncos |

| Üllői út, Budapest |

- Újrajátszott mérkőzés.

| 22. forduló 1932. június 12. |

| Ferencváros     | 3 – 1               | Budai 11 |
| --------------- | ------------------- | -------- |
| Takács II Toldi | (2 – 1) Jegyzőkönyv |          |

| Üllői út, Budapest |

#### A végeredmény
| #  | Csapat            | J  | Gy | D | V  | Rg  | Kg | Gk  | P  | Megjegyzés                         |
| -- | ----------------- | -- | -- | - | -- | --- | -- | --- | -- | ---------------------------------- |
| 1  | Ferencváros       | 22 | 22 | 0 | 0  | 105 | 18 | +87 | 44 | Bajnok, 1932-es közép-európai kupa |
| 2  | Újpest            | 22 | 16 | 4 | 2  | 67  | 32 | +35 | 36 | 1932-es közép-európai kupa         |
| 3  | Hungária          | 22 | 16 | 3 | 3  | 62  | 24 | +38 | 35 |                                    |
| 4  | Bocskai FC        | 22 | 11 | 4 | 7  | 43  | 46 | -3  | 26 |                                    |
| 5  | III. Kerületi TVE | 22 | 11 | 2 | 9  | 37  | 44 | -7  | 24 |                                    |
| 6  | Budai 11          | 22 | 8  | 3 | 11 | 31  | 43 | -12 | 19 |                                    |
| 7  | Somogy FC         | 22 | 7  | 2 | 13 | 23  | 52 | -29 | 16 |                                    |
| 8  | Attila FC         | 22 | 5  | 5 | 12 | 23  | 40 | -17 | 15 |                                    |
| 9  | Kispest           | 22 | 4  | 6 | 12 | 29  | 54 | -25 | 14 |                                    |
| 10 | Nemzeti FC        | 22 | 5  | 4 | 13 | 27  | 52 | -25 | 14 |                                    |
| 11 | Vasas SC          | 22 | 5  | 3 | 14 | 41  | 69 | -28 | 13 | Kiesett                            |
| 12 | Sabária SC        | 22 | 3  | 2 | 17 | 17  | 31 | -14 | 8  | Kiesett                            |

#### Eredmények összesítése
Az alábbi táblázatban összesítve szerepelnek a Ferencvárosi TC 1931/32-es bajnokságban elért eredményei.
| Ősz/tavasz (forduló)    | Otthon | Otthon | Otthon | Otthon | Otthon | Otthon | Otthon | Idegenben | Idegenben | Idegenben | Idegenben | Idegenben | Idegenben | Idegenben |
| Ősz/tavasz (forduló)    | M      | GY     | D      | V      | LG–KG  | GK     | P      | M         | GY        | D         | V         | LG–KG     | GK        | P         |
| ----------------------- | ------ | ------ | ------ | ------ | ------ | ------ | ------ | --------- | --------- | --------- | --------- | --------- | --------- | --------- |
| Őszi szezon (1–11.)     | 9      | 9      | 0      | 0      | 45–9   | +36    | 18     | 2         | 2         | 0         | 0         | 10–2      | +8        | 4         |
| Tavaszi szezon (12–22.) | 2      | 2      | 0      | 0      | 8–2    | +6     | 4      | 9         | 9         | 0         | 0         | 42–5      | +37       | 18        |
| Összesen (1–22.)        | 11     | 11     | 0      | 0      | 53–11  | +42    | 22     | 11        | 11        | 0         | 0         | 52–7      | +45       | 22        |

### Magyar kupa 1931–32
| 1931. december 13. |

| Ferencváros | 2 – 0       | Kispest |
| ----------- | ----------- | ------- |
| Szedlacsik  | Jegyzőkönyv |         |

| Üllői út, Budapest |

| 1932. március 15. |

| Bocskai FC | 3 – 4 (h. u.)              | Ferencváros                  |
| ---------- | -------------------------- | ---------------------------- |
|            | (1 – 2, 3 – 3) Jegyzőkönyv | Takács II Toldi Táncos Kohut |

| Debrecen |

| 1932. április 27. |

| Ferencváros | 4 – 1       | III. Kerületi TVE |
| ----------- | ----------- | ----------------- |
| Turay Toldi | Jegyzőkönyv |                   |

| Üllői út, Budapest |

Döntő
| 1932. június 5. |

| Hungária | 1 – 1               | Ferencváros |
| -------- | ------------------- | ----------- |
|          | (0 – 1) Jegyzőkönyv | Kohut       |

| Hungária körút, Budapest |

(folytatását lásd az 1932–33-as szezonnál)

### Egyéb mérkőzések
| 1931. augusztus 16. |

| Ripensia Timișoara | 2 – 4               | Ferencváros              |
| ------------------ | ------------------- | ------------------------ |
|                    | (0 – 4) Jegyzőkönyv | Takács II Sárosi I Turay |

| Temesvár |

| 1931. augusztus 29. |

| Građanski Zagreb | 2 – 1               | Ferencváros |
| ---------------- | ------------------- | ----------- |
|                  | (0 – 0) Jegyzőkönyv | Toldi       |

| Zágráb |

| 1931. augusztus 30. |

| Concordia | 2 – 2       | Ferencváros |
| --------- | ----------- | ----------- |
|           | Jegyzőkönyv | Turay Kohut |

| Zágráb |

| 1931. szeptember 8. |

| Rapid Trnava | 0 – 4               | Ferencváros      |
| ------------ | ------------------- | ---------------- |
|              | (0 – 3) Jegyzőkönyv | Szedlacsik Kohut |

| Nagyszombat |

| 1931. szeptember 20. |

| SCM Ostrava | 1 – 3       | Ferencváros, Újpest vegyes |
| ----------- | ----------- | -------------------------- |
|             | Jegyzőkönyv | Toldi Szedlacsik Török     |

| Ostrava |

| 1931. szeptember 28. |

| SK Tapolcsány | 1 – 12              | Ferencváros                              |
| ------------- | ------------------- | ---------------------------------------- |
|               | (0 – 4) Jegyzőkönyv | Takács II Lyka Toldi Kohut Táncos Bodnár |

| Tapolcsány |

| 1931. szeptember 28. |

| FC Bratislava | 3 – 3               | Ferencváros, Hungária, Újpest vegyes |
| ------------- | ------------------- | ------------------------------------ |
|               | (2 – 2) Jegyzőkönyv | Szedlacsik Héjas                     |

| Pozsony |

| 1931. november 8. |

| Nagyváradi AC, Nagyváradi Törekvés vegyes | 4 – 2       | Ferencváros  |
| ----------------------------------------- | ----------- | ------------ |
|                                           | Jegyzőkönyv | Kohut Bihámy |

| Nagyvárad |

| 1931. december 6. |

| Slavia Praha | 2 – 1       | Ferencváros |
| ------------ | ----------- | ----------- |
|              | Jegyzőkönyv | Takács II   |

| Prága |

| 1931. december 17. |

| Jugoszlavija | 3 – 1       | Ferencváros |
| ------------ | ----------- | ----------- |
|              | Jegyzőkönyv | Toldi       |

| Belgrád |

| 1931. december 20. |

| Lugano | 1 – 3       | Ferencváros       |
| ------ | ----------- | ----------------- |
|        | Jegyzőkönyv | Turay Toldi Kohut |

| Lugano |

| 1931. december 25. |

| FC Saarbrücken | 1 – 6       | Ferencváros                 |
| -------------- | ----------- | --------------------------- |
|                | Jegyzőkönyv | Takács II Turay Toldi Kohut |

| Saarbrücken |

| 1931. december 26. |

| Mannheim válogatott | 3 – 2       | Ferencváros |
| ------------------- | ----------- | ----------- |
|                     | Jegyzőkönyv | Toldi       |

| Mannheim |

| 1932. január 1. |

| Sportfreunde Esslingen | 3 – 8       | Ferencváros                  |
| ---------------------- | ----------- | ---------------------------- |
|                        | Jegyzőkönyv | Toldi Turay Szedlacsik Kohut |

| Esslingen |

| 1932. január 3. |

| Düsseldorf válogatott | 2 – 2       | Ferencváros      |
| --------------------- | ----------- | ---------------- |
|                       | Jegyzőkönyv | Kohut Szedlacsik |

| Düsseldorf |

| 1932. január 6. |

| Borussia FC | 2 – 5       | Ferencváros            |
| ----------- | ----------- | ---------------------- |
|             | Jegyzőkönyv | Kohut Toldi Szedlacsik |

| Fulda |

| 1932. január 10. |

| Kassel válogatott | 0 – 7       | Ferencváros            |
| ----------------- | ----------- | ---------------------- |
|                   | Jegyzőkönyv | Toldi Turay Szedlacsik |

| Kassel |

| 1932. március 28. |

| Ferencváros       | 7 – 0               | Jugoszlavija |
| ----------------- | ------------------- | ------------ |
| Toldi Turay Lázár | (1 – 0) Jegyzőkönyv |              |

| Üllői út, Budapest |

| 1932. május 5. |

| Young Fellows, Blue Stars vegyes | 1 – 2               | Ferencváros, Hungária vegyes |
| -------------------------------- | ------------------- | ---------------------------- |
|                                  | (1 – 2) Jegyzőkönyv | Barátky Kohut                |

| Zürich |

| 1932. május 7. |

| Young Boys, Biel vegyes | 3 – 3               | Ferencváros, Hungária vegyes |
| ----------------------- | ------------------- | ---------------------------- |
|                         | (2 – 3) Jegyzőkönyv | Barátky Kohut                |

| Bern |

| 1932. május 8. |

| Young Boys, Biel vegyes | 4 – 2               | Ferencváros, Hungária vegyes |
| ----------------------- | ------------------- | ---------------------------- |
|                         | (3 – 1) Jegyzőkönyv | Kohut Skvarek                |

| Biel |

| 1932. május 11. |

| Sparta Praha | 1 – 0       | Ferencváros |
| ------------ | ----------- | ----------- |
|              | Jegyzőkönyv |             |

| Prága |

| 1932. május 13. |

| Ballspiel Gablonz | 2 – 2       | Ferencváros |
| ----------------- | ----------- | ----------- |
|                   | Jegyzőkönyv | Takács II   |

| Gablonz |

| 1932. május 15. |

| Blau-Weiss | 2 – 6       | Ferencváros           |
| ---------- | ----------- | --------------------- |
|            | Jegyzőkönyv | Turay Takács II Lázár |

| Berlin |

| 1932. május 18. |

| DSC, Guts-Muths vegyes | 1 – 5       | Ferencváros                |
| ---------------------- | ----------- | -------------------------- |
|                        | Jegyzőkönyv | Turay Szedlacsik Takács II |

| Drezda |

| 1932. május 26. |

| FC Bratislava | 1 – 3               | Ferencváros         |
| ------------- | ------------------- | ------------------- |
|               | (0 – 2) Jegyzőkönyv | Turay Takács II ög' |

| Pozsony |

| 1932. június 8. |

| Ripensia Timișoara | 1 – 3       | Ferencváros     |
| ------------------ | ----------- | --------------- |
|                    | Jegyzőkönyv | Toldi Takács II |

| Temesvár |

| 1932. június 9. |

| Aradi MTE, Gloria vegyes | 1 – 3       | Ferencváros     |
| ------------------------ | ----------- | --------------- |
|                          | Jegyzőkönyv | Turay Takács II |

| Arad |

| 1932. június 18. |

| HAŠK Zagreb | 0 – 1               | Ferencváros, Hungária vegyes |
| ----------- | ------------------- | ---------------------------- |
|             | (0 – 0) Jegyzőkönyv | Skvarek                      |

| Zágráb |

| 1932. június 19. |

| Građanski Zagreb | 0 – 5               | Ferencváros, Hungária vegyes             |
| ---------------- | ------------------- | ---------------------------------------- |
|                  | (0 – 5) Jegyzőkönyv | Szedlacsik Barátky Hirzer Táncos Skvarek |

| Zágráb |

## Külső hivatkozások
- A csapat hivatalos honlapja (magyarul)
- Az 1931–1932-es szezon menetrendje a tempofradi.hu-n (magyarul)